# Lasiopogon piestolophus
Lasiopogon piestolophus är en tvåvingeart som beskrevs av Cannings 2002. Lasiopogon piestolophus ingår i släktet Lasiopogon och familjen rovflugor.
Artens utbredningsområde är Alabama. Inga underarter finns listade i Catalogue of Life.